# Franziskanerkirche (Wetzlar)

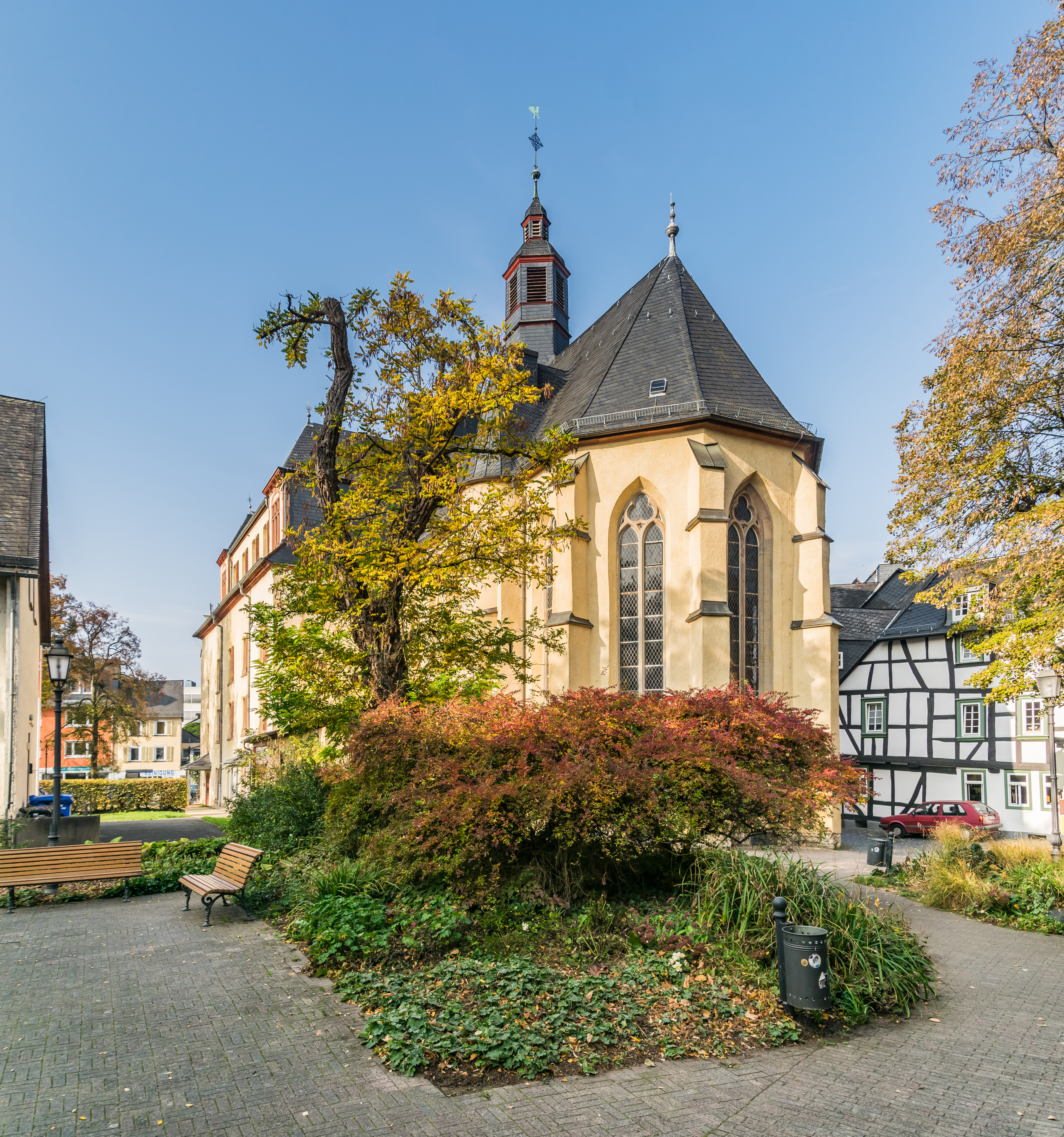
Untere Stadtkirche vom ehemaligen Klostergarten

Die Franziskanerkirche am Schillerplatz in Wetzlar im mittelhessischen Lahn-Dill-Kreis ist die gotische Klosterkirche des ehemaligen Franziskanerklosters der Stadt. Nach der Säkularisation fungiert noch der Chor als evangelische Kirche, welche als Untere Stadtkirche bezeichnet wird. Die ehemalige dreischiffige Hallenkirche wurde im 18. und 19. Jahrhundert umfassend umgebaut und wird seit 1967 als Musikschule genutzt. Das Gebäude ist aufgrund seiner geschichtlichen, künstlerischen und städtebaulichen Bedeutung hessisches Kulturdenkmal.

## Geschichte
Franziskaner in Wetzlar werden erstmals im Jahr 1248 erwähnt. Für 1269 ist die Existenz eines Konvents urkundlich nachweisbar. Die Niederlassung der Franziskaner wird 1278 als claustrum Minorum fratrum bezeichnet. Nördlich der Klosteranlage bauten sie um 1300 eine Kirche. Sie wurde über dem Wetzbach errichtet, der unter dem Altar verlief. Das sumpfige Gelände wurde erst Ende des 13. Jahrhunderts für die Bebauung erschlossen. Südlich der Kirche schlossen sich der Kreuzgang, die Klosterzellen und die Wirtschaftsgebäude an. Der Konvent gehörte zur Kustodie Trier in der Kölner Ordensprovinz.

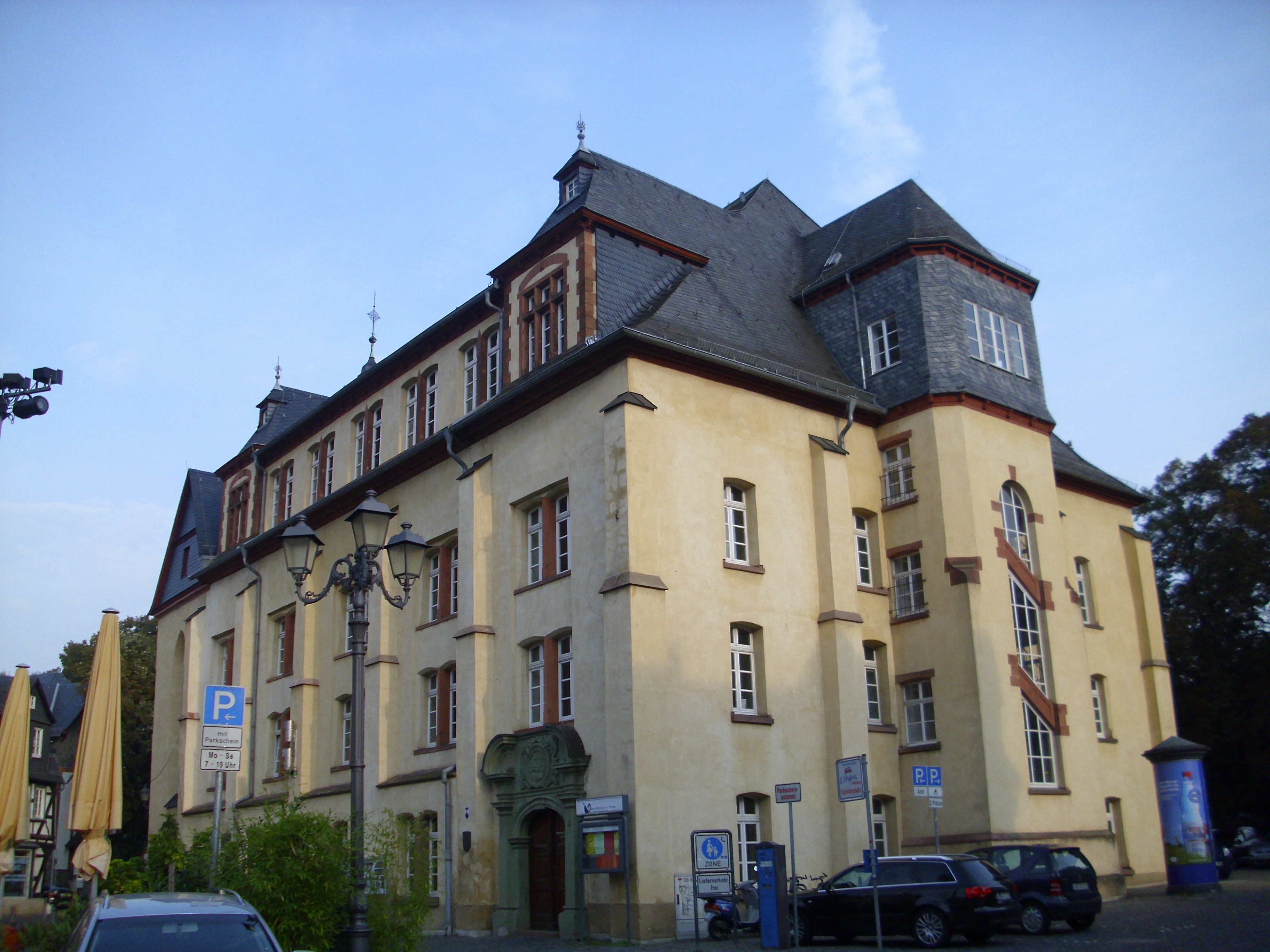
Musikschule von Westen

Im Jahr 1542, als die Reformation in der Stadt eingeführt wurde, lebten nur noch neun Brüder im Kloster, das zunehmend in Verfall geraten war. Mit dem Augsburger Religionsfrieden im Jahr 1555 wurde das „Barfüßerkloster“ aufgehoben. Im Kloster entstand eine städtische Lateinschule. Die Franziskanerkirche wurde fortan für lutherische Gottesdienste genutzt und der langgezogene Chor im Jahr 1586 den 60 Familien wallonischer Glaubensflüchtlinge zur Verfügung gestellt, die aus den spanischen Niederlanden über Wesel nach Wetzlar gekommen waren. Im Ostteil der Kirche wurden seitdem reformierte Gottesdienste in französischer Sprache abgehalten. Hingegen fanden im Hauptschiff lutherische Gottesdienste statt, ohne dass eine bauliche Trennung existierte.
Im Zuge des Dreißigjährigen Krieges übernahmen 1626 die Franziskaner die Kirche erneut. 1632–1634 gewannen die Lutheraner unter schwedischer Besetzung das Kloster für kurze Zeit zurück, die Franziskaner verließen die Stadt jedoch 1649. Ab 1650 wurde wieder lutherisch gepredigt und an der Stadtschule unterrichtet. Die reformierten Gläubigen erhielten 1656 ihre Privilegien von 1586 zurück und bezogen in der Folge wieder den Chor. West- und Südflügel der Klostergebäude und das Hauptschiff der Kirche wurden seit 1675 wieder von Franziskanern genutzt. Der Chor blieb der reformierten Gemeinde erhalten und ein dritter Flügel des Klosters wurde von einem lutherischen Prediger bewohnt. Da im Langhaus nun wieder katholische Gottesdienste stattfanden, trennte die reformierte Gemeinde 1675 den Chor durch eine Fachwerkwand (wohl an der Stelle des alten Lettners) vom Kirchenschiff ab. Der Raum im Westen wurde so endgültig katholisch, der östliche Teil zur „Unteren Stadtkirche“ (im Gegensatz zum Wetzlarer Dom, der „Oberen Stadtkirche“). Ab 1690 wurde den Reformierten das Abhalten von Gottesdiensten in deutscher Sprache erlaubt.
Im Jahr 1723 und 1737 bauten die Franziskaner des Langhauses im Stil des Barock um und vergrößerten es. Als die Reformierten 1797 die Kirche wegen der Franzosen verlassen mussten, kamen sie für eine Übergangszeit in der Hospitalkirche unter. Lebten 1813 noch acht Patres und vier Laienbrüder im Kloster waren es 1824 nur noch vier Brüder und 1826 noch ein einziger. Die reformierte Kirchengemeinde im Ostteil schloss sich 1833 den unierten Kirchen an.
Das Langhaus wurde 1820 entwidmet und zum Proviant- und Salzmagazin umgebaut. Es erhielt rechteckige Doppelfenster, die die gotischen, 1723 barock angepassten Fenster ersetzten. Zudem wurde im Erdgeschoss eine weitere Fensterreihe eingebrochen. Danach diente das Langhaus als Archiv für die Akten des Reichskammergerichtes und anschließend als Kaserne für das 8. Rheinische Jägerbataillon. In das Walmdach von 1723 wurde 1876/1877 ein weiteres Geschoss eingebaut; die Gewölbe des Mittelschiffes wurden ausgebrochen. Noch mehrmals wurde die Nutzung des Westteils geändert, so beherbergte er zwischen 1877 und 1925 eine evangelische Volksschule. 1898 erfolgte ein umfangreicher Umbau.
Wegen zunehmender Feuchtigkeitsschäden folgte in den Jahren 1925–1930 eine grundlegende Sicherung und Sanierung des Baubestandes. In diesem Zuge wurden Reste mittelalterlicher Wandmalereien entdeckt, an der Nordwand eine Kreuzigungsgruppe und am östlichen Vierungspfeiler einen Ritter mit Mantel, der sich auf seinem Schwert stützt. Nach 1933 zog im angrenzenden Klostergebäude eine Dienststelle der NSDAP ein. Während des Zweiten Weltkriegs wurden die Fenster beschädigt; ansonsten blieb die Kirche weitgehend unversehrt. Nach dem Krieg machten die US-Amerikaner das ehemalige Kirchenschiff zum Truppengefängnis. Bevor 1967 die Musikschule einzog, war es eine Gewerbliche und Kaufmännische Berufsschule. In den Obergeschossen sowie im Erdgeschoss war das Depot der Wetzlarer Freiwillige Feuerwehr untergebracht.
1979–1983 wurde der östliche Chorraum, die sogenannte „Untere Stadtkirche“, umfassend renoviert, wobei die Chorwand mit der Kanzel des 18. Jahrhunderts, die Chorschranke und das zweite Geschoss der dreiseitigen Empore entfernt wurden. Im Jahr 1989 erfolgten die Innenrenovierung der Musikschule und die Erneuerung der Zwischendecken von 1820. Um weitere Sanierungen zu finanzieren, startete die Kirchengemeinde 2013 die Sammelaktion „Erhaltung der Unteren Stadtkirche“. 2014 wurde der „Förderverein Untere Stadtkirche e. V.“ gegründet. Im Jahr 2019 erfolgte eine umfassende Sanierung des Dachstuhls.
Die Untere Stadtkirche gehört zum Bezirk Dom der Evangelischen Gemeinde Wetzlar innerhalb des Evangelischen Kirchenkreis an Lahn und Dill in der Evangelischen Kirche im Rheinland. Sie wird schwerpunktmäßig für Wochenandachten und kulturelle Veranstaltungen genutzt.

## Architektur

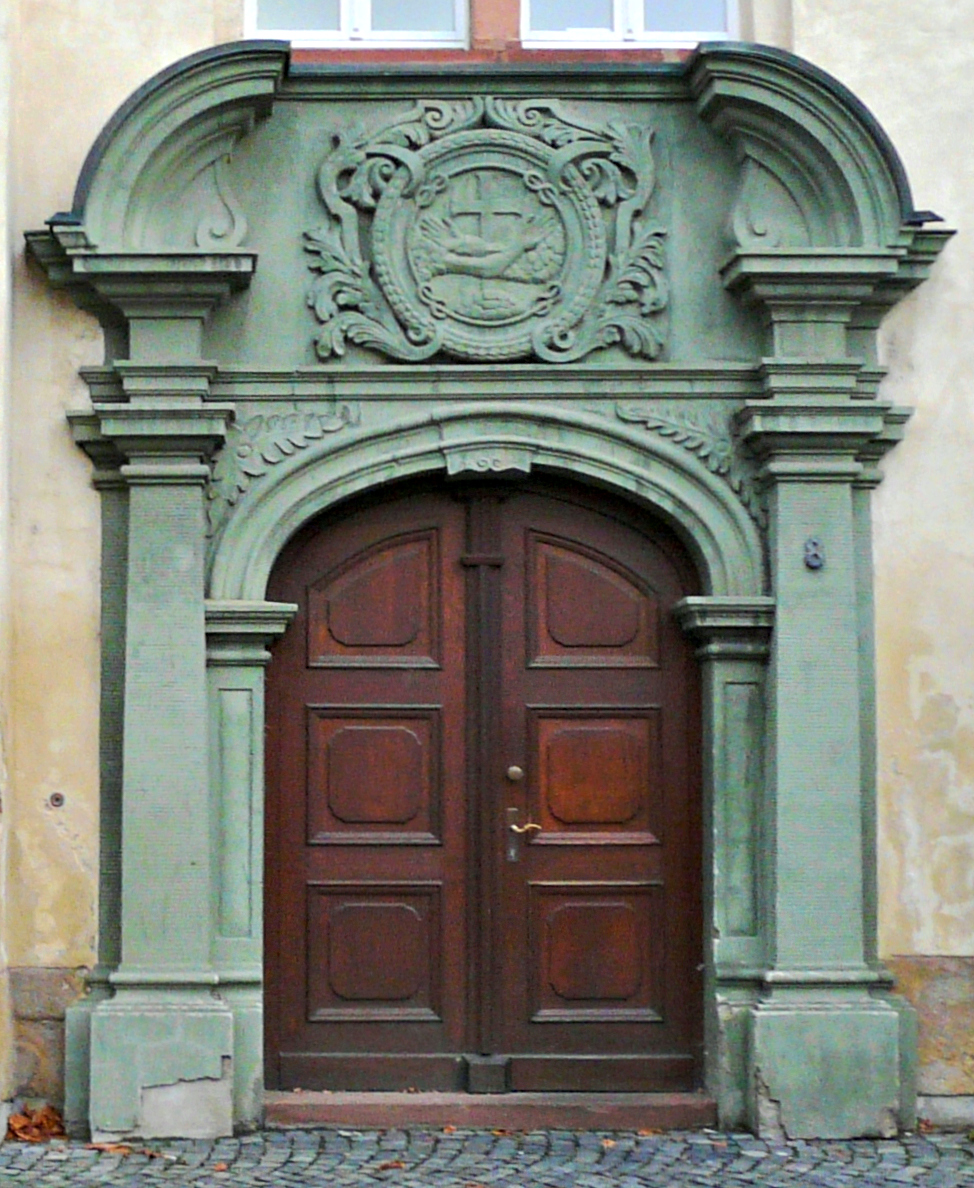
Eingang zur Musikschule mit dem Symbol der Franziskaner, 1723

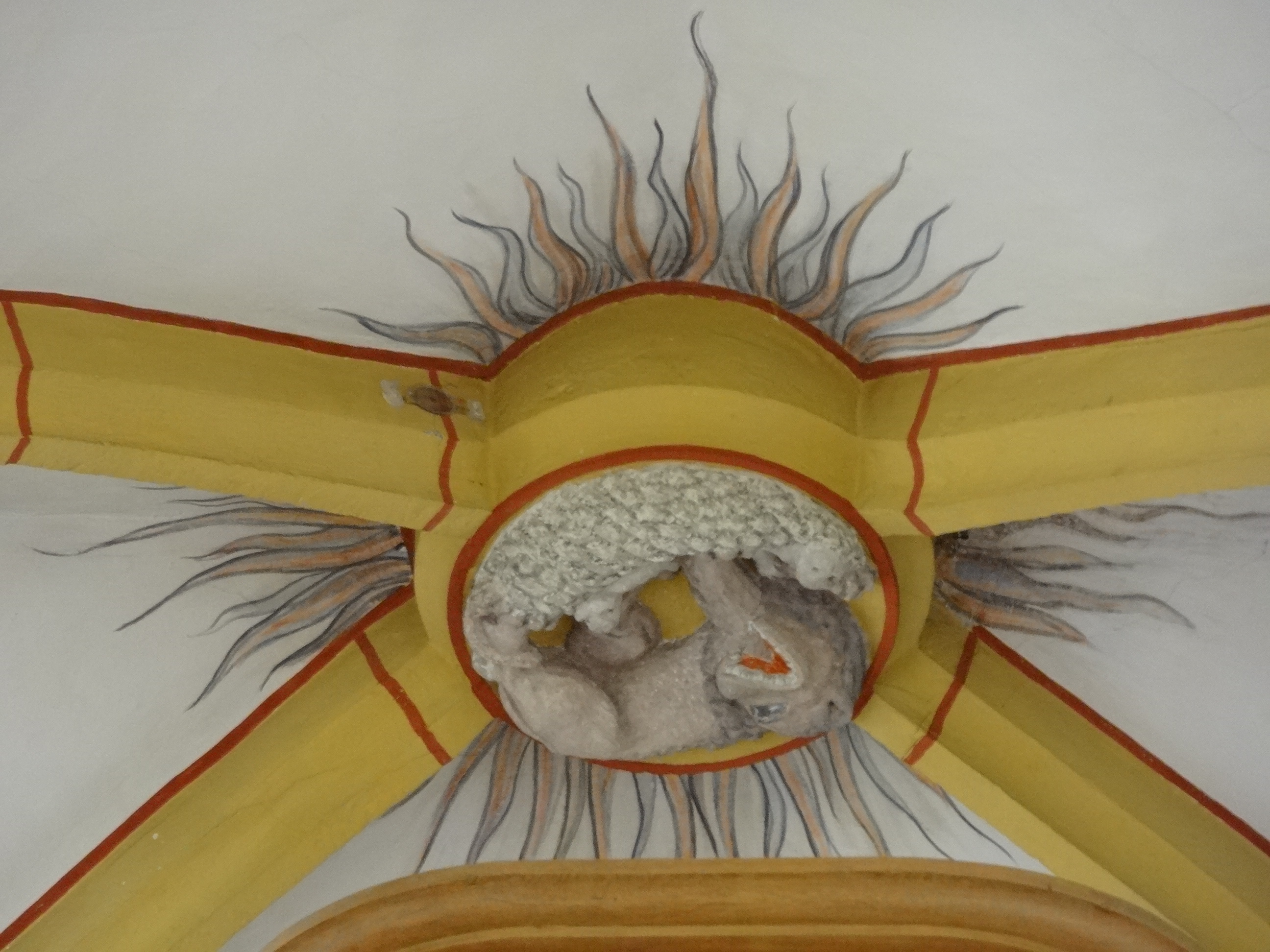
Gewölbeschlussstein über der Orgel mit einem Löwen

Die nach Ost-Nordost ausgerichtete Kirche aus weiß verputztem Bruchsteinmauerwerk wurde im Süden des alten Stadtkerns in Nähe der Stadtmauer errichtet, bestehend aus einem wahrscheinlich asymmetrisch zweischiffigen fünfjochigem Langhaus und einem dreijochigen Chor mit Fünfachtelschluss. Das westliche Chorjoch wurde nach Norden um ein Querhaus erweitert. 
Spätestens 1737 wurde die Kirche zu einer dreischiffigen Anlage ausgebaut; die Gewölbe der vermutlich barocken Seitenschiffe sind erhalten. Möglich ist, dass nach Abriss des Kreuzgangs im Jahr 1720 oder 1737 ein südliches Seitenschiff angebaut wurde. Entsprechend der Tradition der Bettelorden verfügte die Franziskanerkirche über keinen Kirchturm, sondern nur über einen Dachreiter auf dem Langhaus.
Durch die verschiedenen Umbauten ist der Westteil kaum noch als Kirche erkennbar. Erhalten sind noch die Umfassungsmauern im Norden und Westen mit den abgetreppten Strebepfeilern und das grün gestrichene Ädikulaportal von 1723 am westlichen Ende der Nordseite, das heute als Eingang zur Musikschule dient. Es hat über zwei Pilastern mit auskragenden Kapitellen einen Korbbogen mit Dreiblattmotiven in den Zwickeln. Über dem Architrav zwischen dem gebrochenen Giebel prunkt das Symbol der Franziskaner: Vor einem Kreuz liegen zwei Arme kreuzweise übereinander, mit Wundmalen an den inneren Handflächen, gerahmt von einem vierfach geknoteten Kuttenstrick, der von Rankenwerk umgeben wird. 
Doppelfenster belichten in drei Zonen das Innere. Die westliche Schmalseite hat einfache hochrechteckige Fenster. Mittig ist ein querrechteckiger Treppenturm mit abgeschrägten Ecken angebaut, dessen obersten Geschoss in Anpassung an das verschieferte Walmdach ebenfalls verschiefert ist. Ein hohes Rundbogenfenster wird durch zwei schräge Sandsteinbänder in drei Teile geteilt. Das barocke Walmdach von 1723 erhielt 1877 ein weiteres Geschoss zwischen zwei vorkragenden Zwerchgauben.
Der Chor hat seine ursprüngliche Bauform weitgehend bewahrt. Das Chorpolygon ist mit einem Kreuzrippengewölbe ausgebildet, das auf Konsolen ruht. Der Schlussstein über der Orgel zeigt einen Löwen und ein Lamm, ein Symbol für Christus (vgl. Offb 5,5–6 ). Im nördlichen Querhaus der Chorhalle befindet sich der heutige Eingang. Das barocke Muschelportal mit Ansätzen eines gesprengten Giebels aus rotem Sandstein ist mit 1720 bezeichnet. Die Zwickel des Korbbogens zeigen Blattornamente. 
Zweibahnige Maßwerkfenster mit Dreipass im Bogenfeld belichten den Innenraum. Das mittlere Chorjoch trägt seit 1723 einen sechsseitigen Dachreiter mit hochrechteckigen Schallöffnungen für die Glocke, die Johann Peter Bach in Windecken im Jahr 1768 mit dem Schlagton gis1 goss. Ihm ist eine kleine Haube aufgesetzt, die von einem Turmknauf und einem verzierten Kreuz mit einem vergoldeten Wetterhahn aus dem Jahr 1952 bekrönt wird.

## Ausstattung

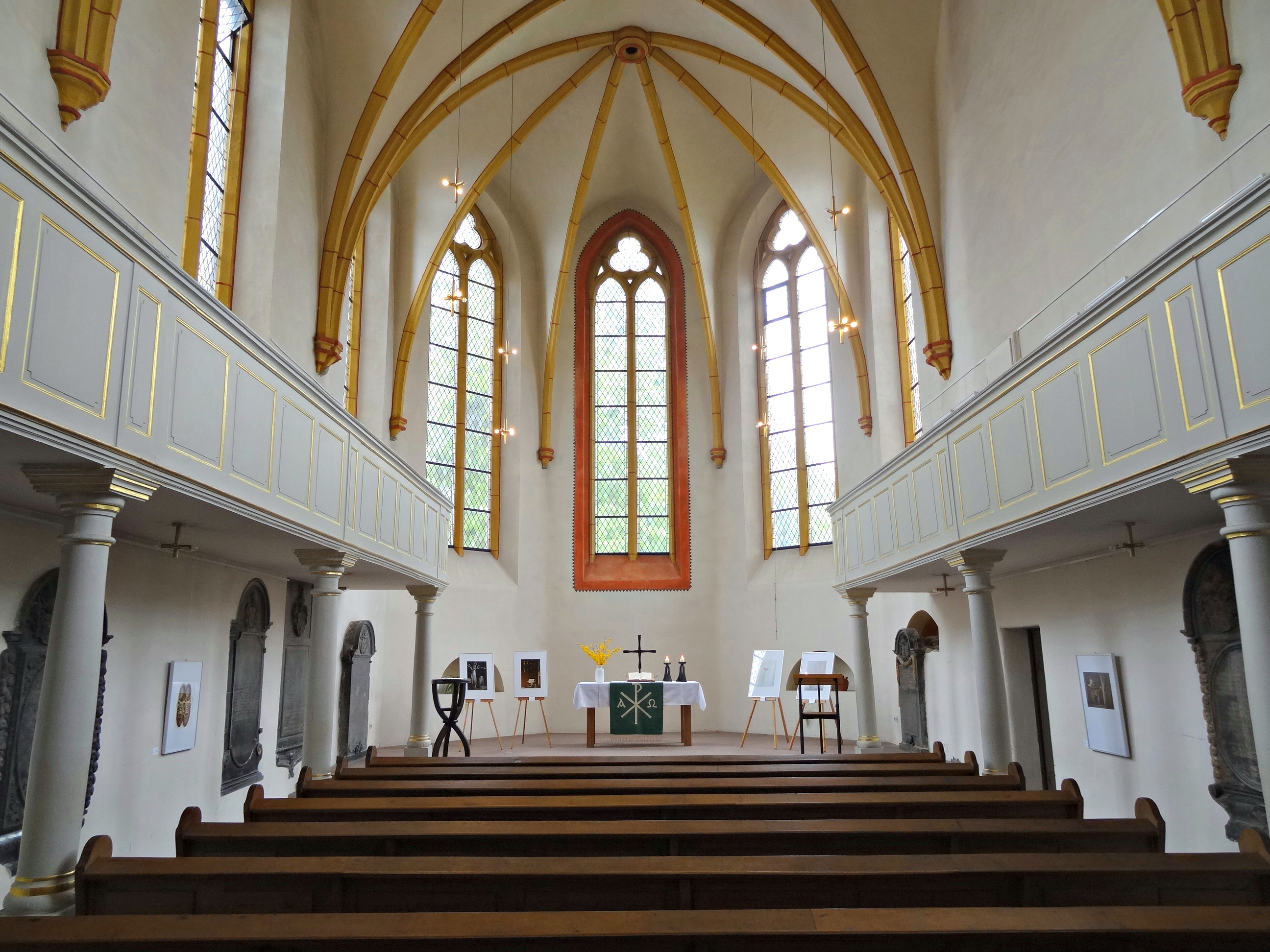
Innenraum Richtung Osten

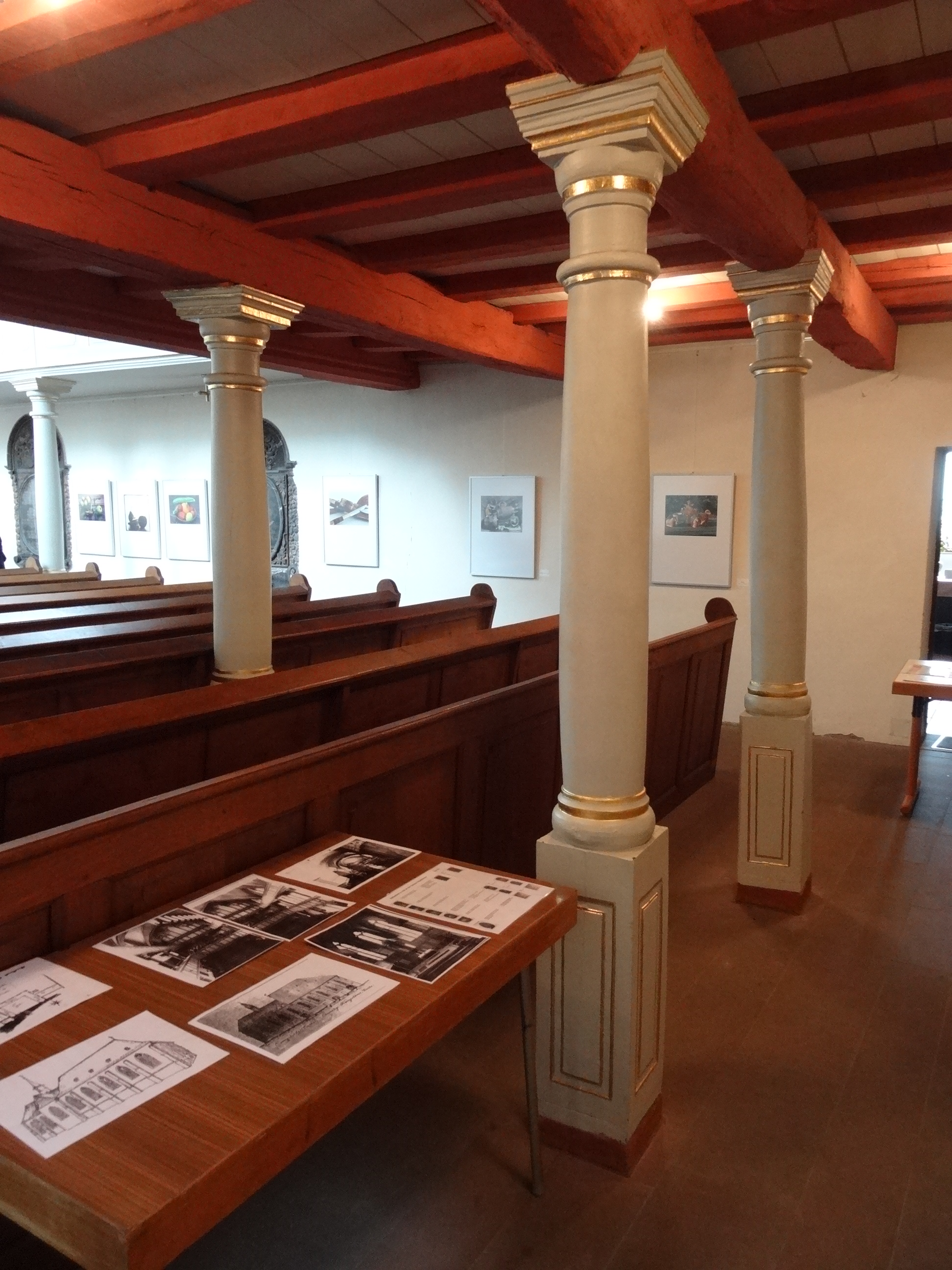
Klassizistische Säulen unter der Westempore

Der frühgotische Ostteil ist seit 1979–1983 schlicht gehalten. Bis auf die Grabsteine sind keine mittelalterlichen oder barocken Inventarstücke mehr erhalten. Zu Beginn der 1980er Jahre ging ein Teil der klassizistischen Innenausstattung verloren. Der (ehemals zweigeschossige) klassizistische Emporeneinbau von 1820 ist dreiseitig umlaufend und ruht auf bauchigen Rundsäulen mit hohen quaderförmigen Basen und viereckigen Kapitellen. Die Empore ist in edlem Weiß gefasst und hat vergoldete Profile. Die Brüstung hat schlichte hochrechteckige Füllungen. Die Westempore dient als Aufstellungsort für die Orgel. Das Kirchengestühl bildet einen Block und ist unterhalb der Emporen zugänglich.
Der Fußboden ist mit Platten aus rotem Sandstein belegt und der liturgische Bereich um drei Stufen erhöht. An den Wänden der Unteren Stadtkirche sind acht Grabsteine des 18. Jahrhunderts aus dunklem Lahnmarmor mit weißer Äderung angebracht. Sie erinnern an reformierte Bestattete im Kirchenraum und auf dem Friedhof, die zum Kammergericht gehörten. Der jüngste Grabstein von Bildhauer Wollenschläger datiert aus dem Jahr 1781.

## Orgel

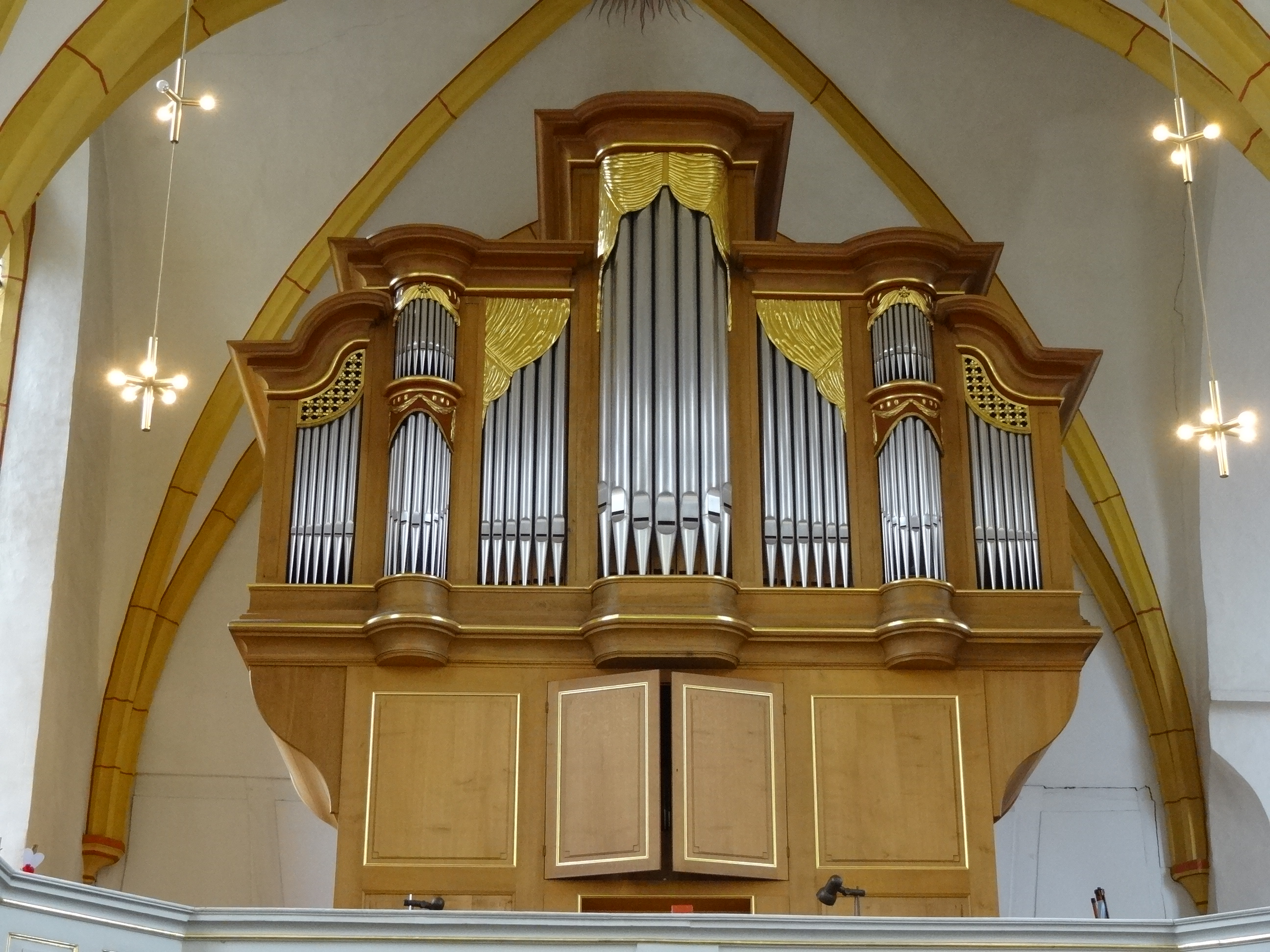
Ahrend-Orgel hinter historischem Prospekt von 1803

Die Brüder Johann Philipp und Johann Heinrich Stumm bauten 1766 eine Orgel mit 30 Registern ein, die 1830 dem Trierer Dom geschenkt, dort aber nicht eingebaut wurde. Der heutige, siebenachsige Prospekt der Orgel datiert aus dem Jahr 1803 und ist der verbliebene Rest eines Orgelneubaus durch Philipp Heinrich Bürgy, der ursprünglich über 24 Register verfügte. Ein überhöhter Mittelturm wird von zwei Flachfeldern flankiert. Unter gleichem Gesims schließen sich zweigeschossige Rundtürme an, denen außen niedrige Harfenfelder folgen.
1930 wurde hinter den historischen Prospekt von der Orgelbaufirma Walcker ein neues Werk mit 16 Registern gebaut. Im Zuge der Kirchenrenovierung wurde das Instrument 1979 abgebaut. Jürgen Ahrend konzipierte einen Neubau im alten Gehäuse, der sich an Bürgys Orgel anlehnt, ohne diese zu kopieren. Nach dem Umbau der Kirche wurde die Orgel 1989 mit etwa 1500 Pfeifen in 22 Registern und einem neuen Untergehäuse eingebaut und im Februar 1990 eingeweiht. Die Disposition lautet seitdem:
| I Hauptwerk C–f3 |     |
| Bourdun          | 16′ |
| Prinzipal        | 8′  |
| Bourdun          | 8′  |
| Viola da Gamba   | 8′  |
| Oktave           | 4′  |
| Flöte            | 4′  |
| Nasat            | 3′  |
| Oktave           | 2′  |
| Cornett IV D     |     |
| Mixtur IV        |     |
| Trompete         | 8′  |

| II Echo/Brustwerk C–f3 |    |
| Holzgedackt            | 8′ |
| Traversflöte D         | 8′ |
| Holzflöte              | 4′ |
| Waldflöte              | 2′ |
| Sesquialtera II        |    |
| Vox humana             | 8′ |

| Pedal C–f1 |     |
| Subbaß     | 16′ |
| Oktave     | 8′  |
| Oktave     | 4′  |
| Posaune    | 16′ |
| Trompete   | 8′  |

- Koppeln: I/P
- Tremulant: Kanaltremulant für das ganze Werk

Technische Daten:
- 22 Register, 2 Manuale und Pedal
  - Tontraktur: Mechanisch
  - Registertraktur: Mechanisch
- Windversorgung:
  - 3 Keilbälge mit Tretanlage
  - Winddruck: 67 mmWS
- Stimmung:
  - Höhe a1= 440 Hz
  - Wohltemperierte Stimmung: Werckmeister II